# AB Transistor

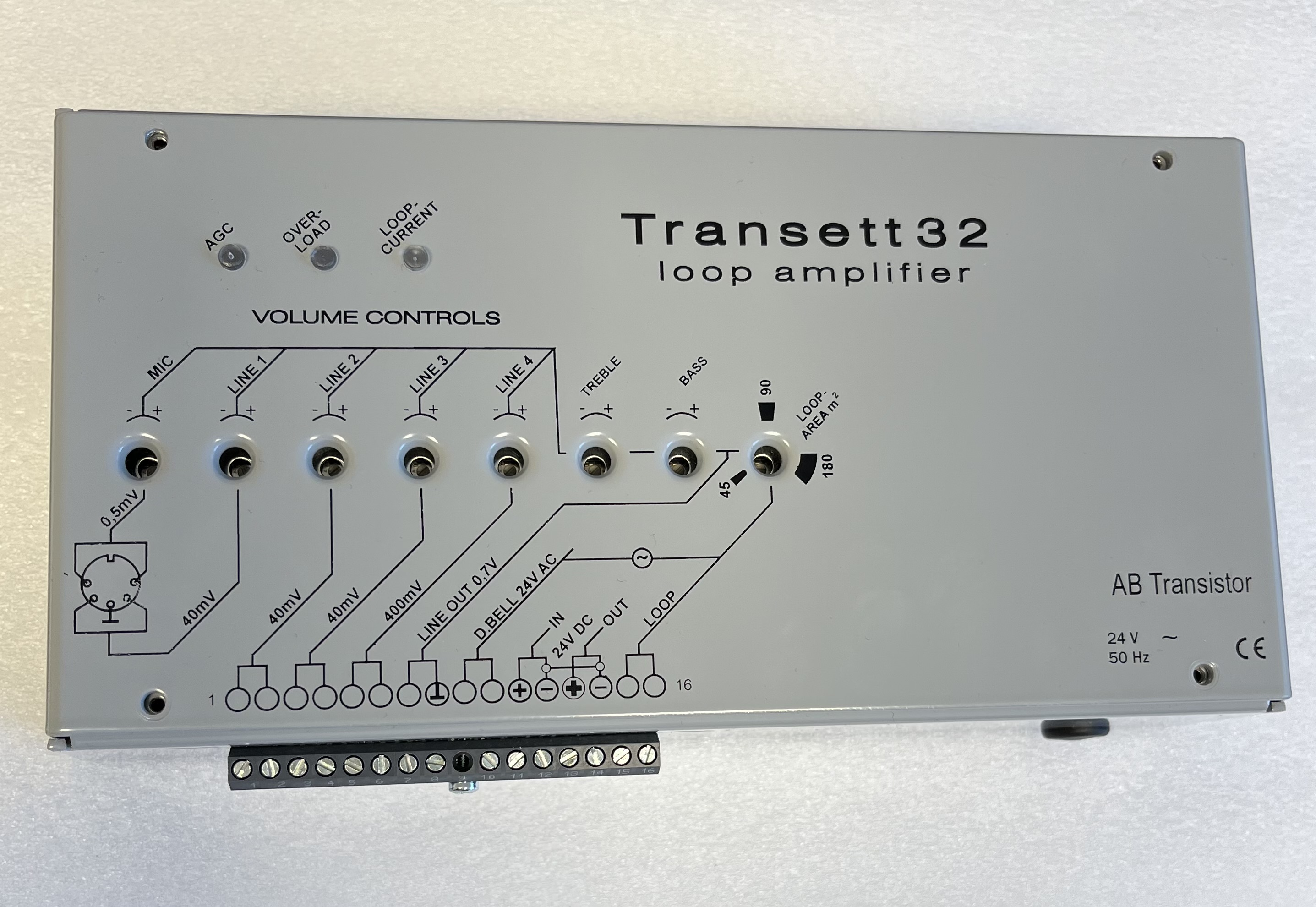
Slingförstärkare för bussar - Transett 32 24V

AB Transistor är ett svenskt företag, grundat 1953, med inriktning på att utveckla produkter baserade på den nya uppfinningen Transistorn. Bolaget utvecklade bland annat en av de första transistor-baserade hörapparaterna[källa behövs] samt andra typer av hörhjälpmedel som tidigare både varit betydligt ömtåligare än vad som nu blev möjligt med hjälp av transistorn. Bolagets kärnområdena har genom åren varit hörselprodukter, kommunikationssystem och strömförsörjningsutrustningar. Hörselprodukter exporterades till många länder i världen.